# جامعة لفيف الوطنية لإدارة الطبيعة
جامعة لفيف الوطنية لإدارة الطبيعة مؤسسة تعليم عالي أوكرانية، (بالأوكرانية: Львівський національний університет природокористування) هي جامعة تقع في لفيف أوبلاست، أوكرانيا. تأسست هذه الجامعة في سنة 1856